# Макграт, Даниэль
Даниэль Макграт (англ. Danielle McGrath, в девичестве Карр; род. 6 ноября 1969 года) — австралийская фигуристка, выступавшая в парном катании с братом Стивеном Карром. В настоящее время работает тренером по фигурному катанию, тренирует пару Эмма Брайен и Стюарт Бэкингем.
Даниэль и Стивен Карр девятнадцать раз становились чемпионами Австралии по фигурному катанию, представляли страну на Зимних Олимпийских играх 1992, 1994 и Зимних Олимпийских играх 1998 годов, где занимали соответственно 13-е, 11-е и 13-е места. В их активе также бронзовая медаль турнира Skate Canada 1992 года.